# Veszprémi Jenő
Veszprémi Jenő, névváltozatok: Veszprémy, Kállai, született: Kertész János (Veszprém, 1863. december 10. – Székesfehérvár, 1895. február 6.) színész, színigazgató.

## Életútja
Kertész Terézia mosónő törvénytelen fiaként született, 1863. december 11-én keresztelték. 1881-ben lépett színpadra Tóth Béla társulatában. 1885-ben a kassai közönség kedvence volt, ahol hősszerelmeseket játszott. 1888. október 4-én délelőtt Vácott feleségül vette Ágh Ilona színésznőt. 1890-ben igazgató lett Besztercebányán és később Zomborban, majd Nyitrán működött, ahol az ő kezdeményezésére alakult meg a színpártoló egyesület. 1894-ben megválasztották székesfehérvári igazgatónak, ahol élete végéig nagy buzgóságot fejtett ki. A vidéki színigazgatói karnak egyik leglelkesebb és fáradhatatlan bajnoka volt és mindenkori érdeme, hogy rendes viszonyok között vezette társulatát. Halálát gége- és légcsősorvadás okozta. Ravatalánál Deréki Antal, sírjánál Szathmáry Lajos mondtak búcsúbeszédet. Hamvait a Hosszu-temetőben helyezték örök nyugalomra.

## Fontosabb szerepei
- Ádám (Madách Imre: Az ember tragédiája)
- Timár Mihály (Jókai Mór: Az aranyember)
- Velitorisz (Bartók Lajos: Thurán Anna)
- Endre (Rákosi Jenő: Endre és Johanna)
- Champeau (Alexandre Bisson: Válás után)

## Működési adatai
1881–82: Tóth Béla; 1884: Csóka Sándor; 1884–85: Kassa; 1885: Arányi Dezső; 1885–86: Bogyó Alajos; 1886–87: Saághy Zsigmond; 1888–89: Hatvani Károly; 1889–90: Jeszenszky Dezső.
Igazgatóként: 1890–91: Lőcse; 1891: Igló, Eger, Szekszárd, Bonyhád, Keszthely, Jászberény, Cegléd, Szolnok, Baja; 1891–92: Zombor; 1892: Baja, Pancsova, Vác, Balassagyarmat, Vác, Besztercebánya; 1892–93: Nyitra; 1893–94: Székesfehérvár; 1894: Szombathely; 1894–95: Székesfehérvár.